# Håkan Petersson (orienterare)
Håkan Petersson, född 1978, är en svensk orienterare som tog EM-silver i sprint 2002. Han tävlade för IFK Göteborg.